# Hermannsburg
Hermannsburg là một đô thị ở huyện Celle, trong bang Niedersachsen, nước Đức. Đô thị Hermannsburg có diện tích 118,63 km². Đô thị này nằm bên sông Örtze, cự ly khoảng 15 km về phía đông Bergen và 30 km về phía bắc Celle.
Đô thị Hermannsburg bao gồm 6 khu dân cư:
- Baven
- Beckedorf
- Bonstorf
- Hermannsburg
- Oldendorf
- Weesen